# Val-Morin
Val-Morin är en kommun i provinsen Québec i Kanada. Den ligger i regionen Laurentides, i den sydöstra delen av landet, 130 km nordost om huvudstaden Ottawa. Antalet invånare vid folkräkningen 2021 var 3 123. Tätorten (centre de population) Sainte-Agathe-des-Monts - Val-David sträcker sig in i kommunen.